# Capela do Alto (ort)
Capela do Alto är en ort i Brasilien.   Den ligger i kommunen Capela do Alto och delstaten São Paulo, i den sydöstra delen av landet, 900 km söder om huvudstaden Brasília. Capela do Alto ligger 621 meter över havet och antalet invånare är 11 991.
Terrängen runt Capela do Alto är platt åt sydväst, men åt nordost är den kuperad. Runt Capela do Alto är det ganska tätbefolkat, med 93 invånare per kvadratkilometer.. Närmaste större samhälle är Tatuí, 17,8 km nordväst om Capela do Alto. 
Omgivningarna runt Capela do Alto är en mosaik av jordbruksmark och naturlig växtlighet.